# Lertjärnen (Vilhelmina socken, Lappland)
Lertjärnen är en sjö i Vilhelmina kommun i Lappland och ingår i Ångermanälvens huvudavrinningsområde.